# سونن درجات
رادين هاشم (875 - 940 هـ) الملقب سونن درجات (بالإندونيسية: Sunan Drajat)‏ موسيقار وواعظ ومرشد اجتماعي وأحد الأولياء التسعة الذين نشروا الإسلام في أرخبيل الملايو، وخاصة في جزيرة جاوة. اهتم بالأمور الاجتماعية للشعب الجاوي من تعليم وغذاء ورعاية للأيتام والفقراء، وقام ببناء مدرسة داخلية إسلامية أعيد بناؤها حديثًا تحت اسم معهد سونن درجات للعلوم الشرعية [الإندونيسية]. كما كان ماهرًا في استخدام آلات الغاميلان الموسيقية، وقد حفظت آلاته وأدواته في متحف سونن درجات [الإندونيسية] بالقرب من مقامه في قرية درجات بمنطقة لامونجان [الإندونيسية] بجاوة الشرقية.

## نسبه
هاشم بن أحمد رحمة الله سونن أمبل بن إبراهيم أسمورو بن جمال الدين الحسين بن أحمد بن عبد الله عظمة خان بن عبد الملك بن علوي عم الفقيه المقدم بن محمد صاحب مرباط بن علي خالع قسم بن علوي بن محمد بن علوي بن عبيد الله بن أحمد المهاجر بن عيسى بن محمد النقيب بن علي العريضي بن جعفر الصادق بن محمد الباقر بن علي زين العابدين بن الحسين السبط بن علي بن أبي طالب، وعلي زوج فاطمة بنت محمد ﷺ.
فهو الحفيد 22 لرسول الله محمد ﷺ في سلسلة نسبه.